# تپه غیاث‌آباد
تپه غیاث آباد مربوط به دوران‌های تاریخی پس از اسلام است و در شهرستان تفرش، بخش فراهان، روستای غیاث آباد واقع شده و این اثر در تاریخ ۹ اردیبهشت ۱۳۸۲ با شمارهٔ ثبت ۸۶۰۸ به‌عنوان یکی از آثار ملی ایران به ثبت رسیده است.